# Bad Timing
Bad Timing is een Britse dramafilm uit 1980 onder regie van Nicolas Roeg.

## Verhaal
Milena Flaherty belandt in het ziekenhuis na een zelfmoordpoging. Een psychiater zegt dat hij een vriend is en blijft bij haar. Voorafgaand aan de zelfmoordpoging had hij echter maandenlang een seksuele relatie met Milena.

## Rolverdeling
| Acteur           | Personage                 |
| ---------------- | ------------------------- |
| Art Garfunkel    | Alex Linden               |
| Theresa Russell  | Milena Flaherty           |
| Harvey Keitel    | Inspecteur Netusil        |
| Denholm Elliott  | Stefan Vognic             |
| Daniel Massey    | Fatterige man             |
| Dana Gillespie   | Amy Miller                |
| William Hootkins | Kolonel Taylor            |
| Eugene Lipinski  | Politieagent              |
| George Roubicek  | Politieagent              |
| Stefan Gryff     | Politieagent              |
| Sevilla Delofski | Tsjechische receptioniste |
| Robert Walker    | Konrad                    |
| Gertan Klauber   | Ambulancier               |
| Ania Marson      | Dr. Schneider             |
| Lex van Delden   | Jonge arts                |